# Festivalul Internațional de Film Fantasia
Festivalul Internațional de Film Fantasia (în engleză Fantasia International Film Festival, cunoscut și ca Fantasia Fest, FanTasia și Fant-Asia) este un festival de film de gen care are sediul în principal la Montreal de la înființarea sa în 1996. Se concentrează pe filme fantastice, horror, SF și idol. Are loc de obicei în iulie/august. Până în 2016 audiența anuală a depășit 100.000 de spectatori, mai mare decât cea a Festivalului Mondial de Film de la Montreal.
În virtutea reputației dezvoltate în ultimele două decenii, Fantasia a fost adesea citată drept cel mai remarcabil și cel mai mare festival de film de gen din America de Nord și ca unul dintre primele 3 din lume, alături de Sitges și Fantastic Fest. Misiunea sa este de a promova genul cinematografic anti-Hollywood și de a ajuta realizatorii de film independenți. Fantasia a lansat carierele multor autori moderni. Din 2012, festivalul deține și piața cinematografică Frontières, care permite proiectelor promițătoare să găsească potențiali producători și distribuitori. În 2016, Frontières a anunțat colaborarea cu piața Marché du Film condusă de Festivalul de Film de la Cannes.
A crescut din scena filmului asiatic din Montreal și are încă o schimbare semnificativă către cinematograful asiatic.

## Istorie
De la înființare, festivalul Fantasia s-a concentrat în mare măsură pe prezentarea de filme asiatice. Printre altele, lucrări destinate să devină foarte importante precum Ring sau Uzumaki au fost prezentate publicului nord-american pentru prima dată în acest loc. De-a lungul anilor, regizori de numeroase naționalități au avut ocazia să-și prezinte lucrările aici, inclusiv autori cunoscuți precum Quentin Tarantino cu filmul său Ticăloși fără glorie. Din cauza pandemiei de Covid-19, edițiile din 2020 și 2021 ale festivalului au avut loc doar online.
De-a lungul anilor, festivalul a dobândit o reputație uriașă astfel încât este considerat unul dintre cele mai importante de acest gen din America de Nord, precum și unul dintre cele mai importante festivaluri de film canadiene.

## Festivaluri asemănătoare
- Sitges Film Festival
- Fantastic Fest
- Beyond Fest
- Brooklyn Horror Film Festival
- Brussels International Fantastic Film Festival
- Bucheon International Fantastic Film Festival
- Chattanooga Film Fest
- Fantaspoa
- Fantasporto
- FilmQuest
- FrightFest
- Neuchatel International Fantastic Film Festival
- Nightmares Film Festival
- Overlook Film Festival
- Screamfest
- Telluride Horror Show
- Toronto After Dark
- A Night of Horror